# Henri Wijnoldy-Daniëls
Henri Jacob Marie Wijnoldy-Daniëls (* 26. November 1889 in Sliedrecht; † 20. August 1932 in Cabourg, Frankreich) war ein niederländischer Fechter.

## Erfolge
Henri Wijnoldy-Daniëls nahm an drei Olympischen Spielen teil. 1920 trat er in Antwerpen mit Säbel und Degen an und belegte mit ersterem im Einzel den neunten Rang. Die Mannschaftskonkurrenz schloss er mit der niederländischen Equipe, die neben Wijnoldy-Daniëls noch Willem van Blijenburgh, Jetze Doorman, Arie de Jong, Jan van der Wiel, Salomon Zeldenrust und Louis Delaunoij umfasste, hinter Italien und Frankreich auf dem Bronzerang ab. Mit dem Degen schied er in der Vorrunde des Einzels aus und belegte im Mannschaftswettbewerb Rang sieben. Bei den Olympischen Spielen 1924 in Paris trat er in allen drei Mannschaftskonkurrenzen an. Mit der Säbel-Mannschaft erreichte er die Finalrunde, in der er hinter Italien und Ungarn erneut den dritten Rang belegte. Gemeinsam mit Jetze Doorman, Jan van der Wiel, Arie de Jong, Hendrik Scherpenhuijzen und Maarten van Dulm erhielt er so eine weitere Bronzemedaille. Mit der Florett- und der Degen-Mannschaft schied er jeweils in der Vorrunde aus. 1928 wurde er in Amsterdam mit der Degen- und der Säbel-Mannschaft jeweils Fünfter, im Säbel-Einzel kam er nicht über die erste Runde hinaus. 1921 in Paris und 1923 in Den Haag belegte er bei den Weltmeisterschaften im Einzel jeweils den dritten Platz.